# Ume-Samisch
Het Ume-Samisch (ubmejesámiengiälla) is een variant van het Samisch die langs de Ume-rivier wordt gesproken. Noordwaarts ging de taalgrens ongeveer langs de Pite-rivier. De taal is geruime tijd niet erkend geweest als een eigen taal maar als een variant van Zuid-Samisch beschouwd. Daar komt nu verandering in. De taal heeft een aantal kenmerken die sterk van het Zuid-Samisch afwijken. Er wordt nu gewerkt aan het vastleggen van de orthografie en de grammatica. De taal wordt door naar schatting dertig mensen goed gesproken, maar tegenwoordig worden er cursussen in het Lule-Samisch gegeven. Het aantal sprekers neemt enigszins toe. Revitalisering wordt vooral gedreven door Henrik Barruk uit Storuman en door Olavi Korhonen, hoogleraar Samische talen aan de universiteit van Umeå) .
Het allereerste gedrukte boek in het Samisch, Lapsk ABC van 1726, was in het Ume-Samisch.

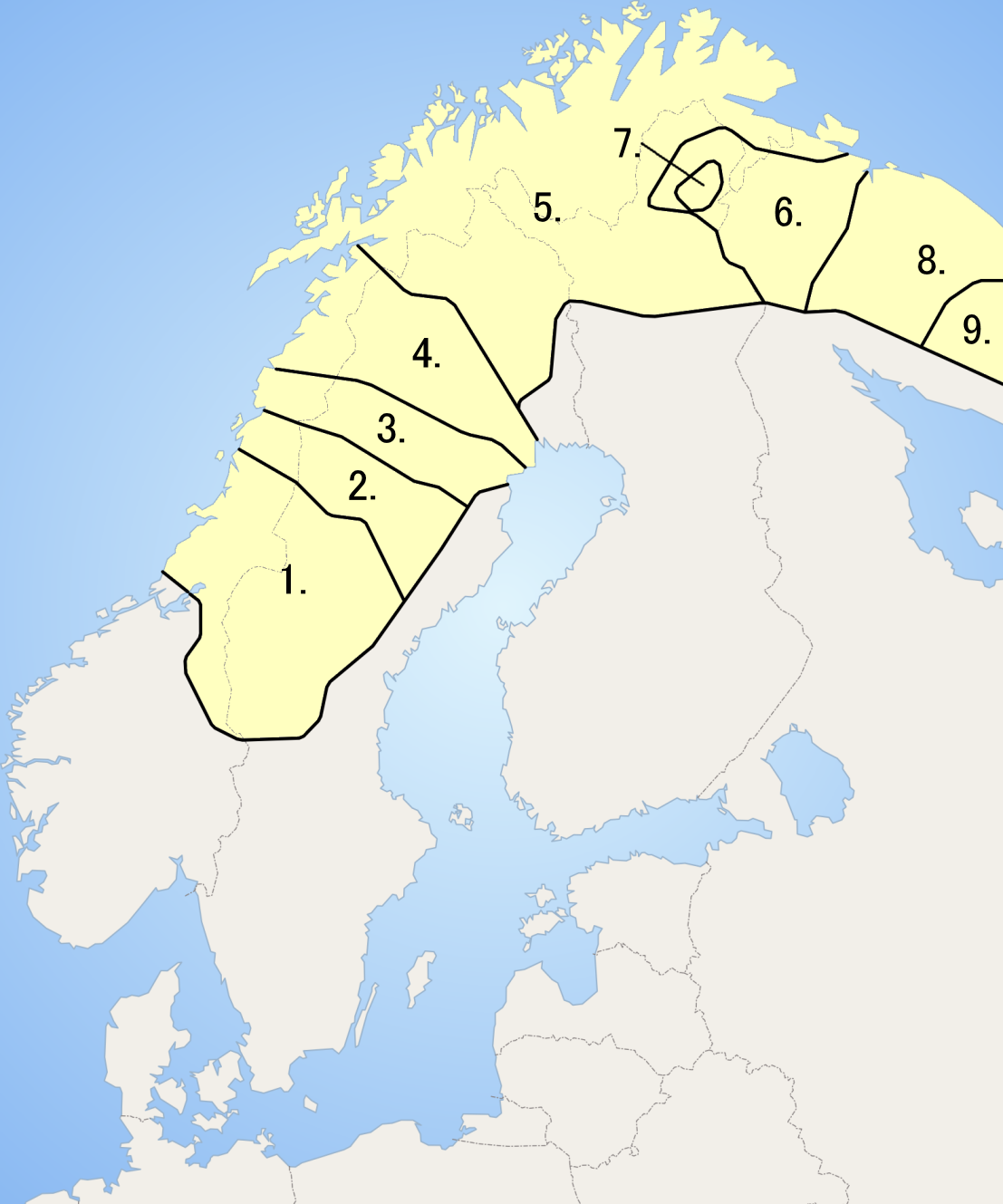
De Samische talen. Ume-Samisch: nummer 2 op de kaart